# Colom guatlla de clatell verd
El colom guatlla de clatell verd (Geotrygon chrysia) és una espècie d'ocell de la família dels colúmbids (Columbidae) que habita zones àrides i matolls del Carib les Bahames i les Grans Antilles.